# Саяго, Кейси
Кейси Майрин Саяго Арречедера (исп. Keysi Mairín Sayago Arrechedera; 6 октября 1993, Каррисаль, Венесуэла) — венесуэльская модель и победительница конкурса Мисс Венесуэла 2016, где представляла штат Монагас. Участница конкурса красоты Мисс Вселенная 2017.

## Биография
Родилась 6 октября 1993 года в небольшом городе Каррисаль. Происходит из небогатой семьи.
Кейси учится на инженера-механика Национального экспериментального университета вооруженных сил в Лос-Текес (Миранда), где и проживает.

### Личная жизнь
Саяго любит читать, заниматься спортом на свежем воздухе, возиться с домашними животными, готовить и учиться. Она самоотверженная, спонтанная и ответственная молодая женщина.

## Мисс Венесуэла
Кейси Саяго была среди трёх девушек, предварительно отобранных во время кастинга Мисс Миранда. Две другие — Мария Виктория Д’Амброзио и Розанжелика Писцителли. Кейси была представлена как мисс Монагас, Мария и Розанжелика — мисс Гуарико и Миранда. На итоговом конкурсе Д’Амброзио попала в топ-10, Писцителли оказалась в пятёрке лучших. Корона победительницы досталась Кейси Саяго.
Для нее быть Мисс означает быть всеобъемлющей, здоровой, дружелюбной и посвященной каждому виду деятельности, достойным представителем своей страны. Кейси — третья афро-венесуэлка, которая выиграла титул Мисс Венесуэла в истории и вторая победительница из Монагаса.

## Мисс Вселенная
Кейси представит свою страну на конкурсе Мисс Вселенная 2017, который пройдёт во Франции.